# ФК Младост ГАТ
Младост ГАТ (на сръбски: Фудбалски клуб Младост ГАТ) е сръбски футболен клуб от град Нови Сад, Войводина, Сърбия.
Основан през 1972 като „Младост“ в град Нови Сад в Югославия. През 2020 е преименуван на „Младост ГАТ“.

## Успехи
Сърбия: (от 2006)
- Купа на Сърбия
  - 1/8 финалист (1): 2022/23

- Сръбска суперлига:
  - 16-то (1): 2022/23

- Сръбска първа лига:
  -  Шампион (1): 2021/22